# Agyfürkészők
Az Agyfürkészők (eredeti cím angolul: Scanners) egy 1981-ben bemutatott színes, kanadai horrorfilm David Cronenberg rendezésében, Howard Shore zenéjével és Jennifer O’Neill, Stephen Lack, Michael Ironside, illetve Patrick McGoohan főszereplésével.

## Cselekmény
|  | Alább a cselekmény részletei következnek! |

Az agyfürkészők, vagy más néven szkennerek, telepatikus és telekinetikus képességekkel rendelkező emberek. A ConSec, egy fegyverekkel és biztonsági rendszerekkel foglalkozó cég, elfogja Cameron Vale-t (Stephen Lack) egy bevásárlóközpontban. Habár hatalmas agyfürkésző-képességek birtokában van, amit a ConSec ki is akar használni, de Vale egyelőre képtelen uralni a saját képességeit. Időközben, a ConSec utolsó agyfürkészőjét egy sajtókonferencián megöli a cég egykori alkalmazottjából árulóvá lett Darryl Revok (Michael Ironside). Revok elszökik, miközben megöl öt embert.
Dr. Paul Ruth (Patrick McGoohan), a ConSec Agyfürkésző Részlegének feje, úgy dönt, hogy Vale-t bevonva próbálja megtalálni Revok-ot. Ugyanekkor a biztonságiak új vezetője, Braedon Keller (Lawrence Dane), csatlakozik a ConSec-hez. Dr. Ruth elárulja Vale-nek, hogy az agyfürkészők egy efemerol nevű drog befecskendezésével tudják könnyebben kordában tartani telepatikus hatalmukat. Ruth elküldi Vale-t hogy találja meg Revok-ot. Az egyetlen nyom, amin elindulhat, Benjamin Pierce (Robert A. Silverman), egy művész, aki gyerekként megpróbálta megölni a családját.
Miután Vale kideríti Pierce címét egy kiállításon, ahol Pierce morbid szobrait állítják ki, elmegy megkeresni őt elszigetelt lakhelyén. Revok, akinek feltett szándéka hogy minden agyfürkészőt megöljenek, aki nem csatlakozik hozzájuk, négy merénylővel próbálja Pierce-et megöletni. Pierce megsebesül és meghal, miközben Vale a merénylőket ártalmatlanná teszi. Miközben Pierce haldoklik, Vale szkenneli az elméjét, és kideríti hol vannak az agyfürkészők.
Vale találkozik Kim Obrist-tal (Jennifer O’Neill) és több másik szkenerrel, akik kordában tudják tartani hatalmukat azáltal, hogy kialakítottak egy kölcsönös telepátián alapuló kört. A csoportot azonban megtámadják Revok merénylői, akiket Obrist öl meg. Menekülés közben minden szkennert megölnek, Vale és Obrist kivételével. Vale-nek az egyik merénylőtől sikerül kiderítenie Revok búvóhelyét.
Miután Vale-nek sikerül bejutnia Revok bázisára, tudomást szerez egy nagyobb mennyiségű efemerol-szállítmányról. Ő és Kim visszamennek a ConSec-hez hogy értesítsék erről Ruth-ot. Rájönnek azonban, hogy Keller áruló. Keller Revok parancsára megöli Ruth-ot. Vale és Obrist a ConSec őrök szkennelése által megmenekülnek. Vale ezután bejut Revok számítógépeire egy nyilvános telefonon keresztül. Hogy Vale-t megölhesse, Keller arra kényszeríti a technikusokat, hogy kapcsolják be a biztonsági önmegsemmisítőt. A terv visszafelé sül el, és a teljes laboratórium felrobban, Keller is meghal.
Vale és Kim meglátogatják Dr. Frane-t, aki terhes nőknek írt fel efemerolt. Kim megdöbben, hogy egy magzat leszkennelte. Ahogy elhagynák az irodát, Revok támadja meg őket, majd nyugtatólövedékekkel lelövi Vale-t és Obrist-ot. Amikor Vale magához tér, már Revok irodájában találja magát. Revok elmondja neki, hogy testvérek és az apjuk nem más mint Ruth, illetve hogy az agyfürkészők azon terhes nők gyermekei, akiket efemerollal kezeltek a terhességük alatt. Az is kiderül, hogy Revok és Vale voltak az első szkennerek, mivel Ruth először a feleségén, azaz anyjukon próbálta ki először a szer prototípusát. Revok elárulja terveit, hogy az efemerol segítségével kíván létrehozni egy szkennerekből álló hadsereget, és megpróbálja rávenni Vale-t hogy csatlakozzon. Vale elutasítja, ezután pedig telepatikus harcba kezdenek egymással. Vale teste szörnyen eltorzul Revok támadásainak köszönhetően, de mielőtt Vale teste teljesen megsemmisülne, egy utolsó támadással Vale átveszi az irányítást Revok teste felett, és gyakorlatilag testet cserélnek. Revok szeme eközben fehérré változik, majd az üvöltése közben a képernyő elsötétül.
Kim később magához tér és megtalálja Vale testének elégett maradványát. Megérzi azonban Vale gondolatait és magához szólítja. Észreveszi, hogy Revok rejtőzik a sarokban, Vale kabátja alatt. Felfedi magát Revok, Vale kék szemeivel (és a hiányzó speciális heggel a szemöldökei között) és elmondja a film utolsó szavait (Vale hangján): "Győztünk".
Habár a legvalószínűbb befejezés, hogy Vale valahogyan átvette az irányítást Revok teste felett, és Revok pedig Vale testében halt meg, az sem elképzelhetetlen, hogy Revok sikeresen leszkennelte Vale-t és megpróbálja becsapni Kim-et.
|  | Itt a vége a cselekmény részletezésének! |

## Szereplők
| Színész             | Szerep          | Magyar hang     |
| ------------------- | --------------- | --------------- |
| Jennifer O’Neill    | Kim Obrist      | Földi Teri      |
| Stephen Lack        | Cameron Vale    | Felföldi László |
| Patrick McGoohan    | Dr. Paul Ruth   | Kristóf Tibor   |
| Lawrence Dane       | Braedon Keller  | Felföldi László |
| Michael Ironside    | Darryl Revok    | Koroknay Géza   |
| Robert A. Silverman | Benjamin Pierce | Koroknay Géza   |
| Mavor Moore         | Trevellyan      |                 |
| Anthony Sherwood    | Aiden           |                 |
| Fred Doederlein     | Dieter Tautz    |                 |
| Louis Del Grande    | ConSec-szkenner |                 |
| Lee Broker          | biztonsági őr   |                 |

## Díjak, jelölések
- Szaturnusz-díj (1981)
  - díj: legjobb nemzetközi film
  - díj: legjobb smink – Dick Smith
  - jelölés: legjobb speciális effektusok – Gary Zeller

- Fantasporto (1983)
  - díj: nemzetközi Fantasy film díj (legjobb film) – David Cronenberg

- Genie-díj (1982)
  - jelölés: Legjobb látványtervezés – Carol Spier
  - jelölés: Legjobb jelmeztervezés – Delphine White
  - jelölés: Legjobb rendező – David Cronenberg
  - jelölés: Legjobb vágás – Ronald Sanders
  - jelölés: Legjobb hangvágás – Peter Burgess
  - jelölés: Legjobb film – Victor Solnicki, Pierre David, Claude Héroux
  - jelölés: Legjobb férfi mellékszereplő – Michael Ironside
  - jelölés: Legjobb eredeti forgatókönyv – David Cronenberg

## Folytatások és más adaptációk
Az Agyfürkészőknek több folytatása és spin-off-ja is megjelent; egy remake készítése pedig jelenleg is tervben van. Ezek közül egyiknek sem Cronenberg a rendezője.
Folytatások
- Agyfürkészők II: Az új rend (1991)
- Agyfürkészők III: A hatalomátvétel (1992)

Spin-offok
- Scanner Cop – A zsaru, aki előtt nincs titok (1994)
- Scanner Cop 2. – Volkin bosszúja (1995)

Remake
2007 februárjában flemerült, hogy Darren Lynn Bousman (a Fűrész II., Fűrész III. és Fűrész IV. filmek rendezője) fogja rendezni az Agyfürkészők remake-jét és David S. Goyer írja a film forgatókönyvét. A film forgatása azonban nem kezdődött el.